# Die Bestimmung – Letzte Entscheidung
Die Bestimmung – Letzte Entscheidung (Originaltitel: Allegiant) ist der dritte Teil der Die-Bestimmung-Romanreihe von Veronica Roth, dessen Erstausgabe im Oktober 2013 erschien. Die Handlung knüpft direkt an den vorhergehenden Teil Die Bestimmung – Tödliche Wahrheit an. Das Buch berichtet von den Erlebnissen von Tris, Tobias (Four) und ihren Freunden, die ihre Stadt verlassen und außerhalb des Zauns um die Stadt erfahren, dass sie nur Teil eines riesigen genetischen Experiments sind.

## Handlung
Nachdem Jeanine tot ist, übernimmt Evelyn die Kontrolle über die Stadt und ordnet die Auflösung der Fraktionen an. Während es zuvor zwingend war, sich einer Fraktion anzuschließen, terrorisieren nun die Fraktionslosen die Stadt. Tris und Tobias schließen sich einer Gruppe von Rebellen an (den „Getreuen“), die gegen das Gebot der Fraktionslosigkeit aufbegehren wollen und die Situation hinter dem Zaun um die Stadt erkunden wollen. Als Erkundungsgruppe werden Tori, Christina, Uriah, Cara, Peter, Tobias und Tris ausgewählt. Tris schließt sich jedoch nur unter der Bedingung an, dass ihr Bruder Caleb aus seinem Gefängnis befreit wird, wo er als Verurteilter auf sein Todesurteil wartet. Als Tris und Tobias sich gemeinsam mit ihrer Gruppe dem Grenzzaun nähern, werden sie von Evelyns Truppen angegriffen, da Evelyn auf jeden Fall verhindern will, dass die kleine Gruppe von Rebellen hinter den Zaun gelangt. Letztlich können sie Evelyns Truppen abhängen, aber sie verlieren auf der Flucht eine wertvolle Kameradin: Tori wird von Evelyns Truppen angeschossen und tödlich verletzt.
Als sie die „reale“ Welt außerhalb des Zauns erreichen, werden sie von einigen Menschen in Empfang genommen und in ein eingezäuntes Gelände gebracht, das sich als „Amt für genetisches Sozialwesen“ herausstellt. Dort müssen sie etwas erfahren, womit sie nicht gerechnet haben: Ihr Leben ist nur ein Experiment, um Menschen mit perfekten Genen zu erschaffen. Ihre Stadt, so lernen sie, heißt Chicago und ist Teil der Vereinigten Staaten. Dort wurde nach einem „Reinheitskrieg“ entschieden, dass genetisch reine Menschen gezüchtet werden sollen, weil Menschen mit Gendefekten angeblich aggressiver und mitunter verantwortlich für den Krieg seien. Neben Chicago gibt es noch mehr Städte, die als große Experimente gestaltet sind, und alle Vorgänge in den Städten werden permanent mit Kameras überwacht.
Bisher war Tobias der Meinung, dass auch er unbestimmt ist, allerdings stellt sich heraus, dass er nur ein weiterer „gendefekter“ Mensch ist. Jedoch ist er immun gegen Simulationen und Transmitter. Diese neue Erkenntnis ist zunächst ein harter Schlag für ihn, allerdings stellt er wie andere seiner Kameraden die These in Frage, dass es genetisch defekte, minderwertige Menschen gibt. Nicht nur ihm dämmert es, dass die Unterteilung in genetisch reine und defekte Menschen nur wieder eine andere Klassifizierung und Diskriminierung von Menschen ist, so wie zuvor die Verfolgung der Unbestimmten. Tobias schließt sich einer Gruppe von als genetisch defekt klassifizierten Menschen an, die versuchen, das Experiment durch einen Anschlag auf die Forschungsstation zu beenden. Der Anschlag scheitert jedoch, und Uriah wird bei einer Explosion so schwer verletzt, dass er ohne Hoffnung auf Erwachen und Genesung im Koma liegt.
Tobias ist von Schuldgefühlen geplagt, schließt sich aber einer neuen, von Tris gegründeten Gruppe an, die einen erneuten, diesmal besser geplanten Anschlag angehen will. Sie wollen in das schwer gesicherte Labor eindringen, um ein Erinnerungsserum zu stehlen und auf dem Gelände loszulassen. Ziel ist, die Erinnerung der gesamten Angestellten auf dem Gelände, einschließlich des Leiters David, auszulöschen und neu zu „programmieren“: Es soll keine Abwertung von Menschen in „genetisch defekt“ mehr geben, die Erschaffung genetisch perfekter Menschen soll als Ziel aufgegeben werden. Die Gruppe muss ihren Plan beschleunigen, als sie erfahren, dass beabsichtigt ist, die Erinnerung der gesamten Stadt Chicago auszulöschen. Durch die Löschung der Erinnerung soll ein Bürgerkrieg zwischen Anhängern des Fraktionssystems und den Fraktionslosen verhindert werden und ein Neuanfang des Experiments gemacht werden.
Die Freunde sind von den Plänen entsetzt, denn es würde das Leben und die Erinnerungen einer gesamten Stadt, einschließlich die ihrer eigenen Familien, zerstören. Sie teilen sich in zwei Gruppen auf: Eine Gruppe verfolgt weiterhin die Anschlagspläne auf dem Gelände des Amts für genetisches Sozialwesen, in der Hoffnung, die Aussetzung des Gedächtnisserums in der Stadt zu verhindern. Die andere Gruppe geht heimlich wieder nach Chicago, offiziell, nur um ihre Angehörigen gegen das Gedächtnisserum zu impfen. Christina gelingt es jedoch, Tobias eine Gelegenheit zu geben, sich von der Gruppe abzusetzen. Tobias sucht seine Mutter Evelyn auf, weil er weiß, dass sie als Teil des Kampfes gegen die Rebellen ein Todesserum in der Stadt aussetzen will. Ihm gelingt es, sie davon abzubringen und sie zu einem Friedensschluss mit der gegnerischen Partei zu überreden.
Tris gelingt es währenddessen, bis in das Labor vorzudringen. Sie schafft es, das Gedächtnisserum freizusetzen, wird allerdings dabei von Wachen erschossen. Als die Freunde aus der Stadt zurückkehren, sind zwar wie geplant die Erinnerungen aller Angestellten des Amts gelöscht, aber sie müssen auch damit fertig werden, dass Tris sich geopfert hat.
Nach diesen Ereignissen gelingt es der neuen Führung der Stadt, mit der Regierung der Vereinigten Staaten ein Ende des Experiments auszuhandeln und die Erlaubnis, dass sich in der Stadt genetisch „reine“ und „defekte“ Menschen aus freien Stücken ansiedeln dürfen.

## Stellung in der Literaturgeschichte
Der Roman ist ein Jugendbuch mit Science-Fiction-Elementen und ist z. B. mit den Tributen von Panem von Suzanne Collins und mit den Harry-Potter-Romanen von J. K. Rowling verglichen worden. Als düstere Vision der Zukunft (Dystopie) steht Die Bestimmung – Letzte Entscheidung in der Tradition von Romanen wie 1984 oder der Report der Magd. Da der Romanzyklus die Entwicklungsgeschichte der Hauptfiguren Tris und Tobias (Four) beschreibt, kann er auch als typischer Entwicklungsroman oder Coming-of-Age-Roman gesehen werden.

## Rezeption
Der Roman verkaufte sich gut und landete in Deutschland auf der Spiegel-Bestsellerliste. Die Bestimmung – Letzte Entscheidung erhielt außerdem folgende Preise:
- 2013: Good Reads Choice Award, Kategorie: Best Young Adult Fantasy and Science Fiction"
- 2014: Children’s and Teen Choice Book Award, Kategorie: „Book of the Year, teens“

Die Bewertungen des Buches sind zwiespältig. Viele Fans zeigen sich vor allem wegen des Tods der Hauptfigur Tris enttäuscht, andere loben dagegen die überraschende Wendung am Ende. Hillary Busis sagt in Entertainment Weekly, dass Fans die Handlung mit ihren vielen Wendungen sicher schätzen werden und lobt die herzergreifenden Stil der Autorin und das mutige Ende. Sie kritisiert gleichzeitig aber die keusche, dröge Liebesgeschichte und die plumpe Rassismusallegorie. Publishers Weekly lobt das Buch als insgesamt zufriedenstellend und die Handlung als spannend, „intelligent“ und „komplex“. Allerdings kritisiert Publishers Weekly die Entscheidung der Autorin, zwischen der Perspektive von Tris und Tobias ständig zu wechseln – dies sei wenig überzeugend, da sich die Perspektiven kaum voneinander zu unterscheiden scheinen.
- Der Roman erschien in der Originalsprache Englisch und auf Deutsch auch als Hörbuch.
- Der Roman Die Bestimmung – Letzte Entscheidung ist mit dem Titel Die Bestimmung – Allegiant (Originaltitel: The Divergent Series: Allegiant) im Jahr 2016 teilweise verfilmt worden. aufgrund des schwachen Abschneidens des dritten Films – der den ersten Teil des Buchs erzählt – wurde vom Verfilmen der restlichen Geschichte Abstand genommen.

## Ausgaben
- Allegiant. Katherine Tegen Books, 22. Oktober 2013, ISBN 978-0-06-228733-5 (Gebundene Ausgabe)
- Allegiant. Harper Collins Publ. UK, 2. Juli 2015, ISBN 978-0-00-753802-7 (Taschenbuch)
- Allegiant. Katherine Tegen Books, 22. Oktober 2013 (Kindle Edition)

Deutsche Ausgaben
- Die Bestimmung – Letzte Entscheidung. cbt, Übersetzung: Petra Koob-Pawis, 24. März 2014, ISBN 978-3-570-16157-9 (Gebundene Ausgabe).
- Die Bestimmung – Letzte Entscheidung. Goldmann Verlag, Übersetzung: Petra Koob-Pawis, 16. Februar 2015, ISBN 978-3-442-48252-8 (Taschenbuch).
- Die Bestimmung – Letzte Entscheidung. cbt, Übersetzung: Petra Koob-Pawis, 24. März 2014 (Kindle Edition).